# جنوب شرق (فيتنام)

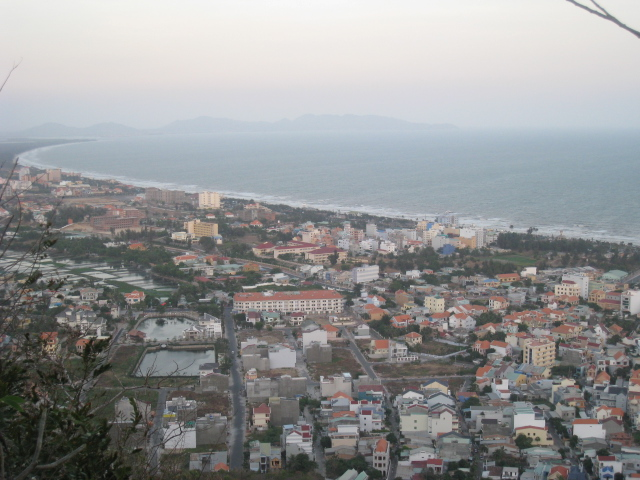

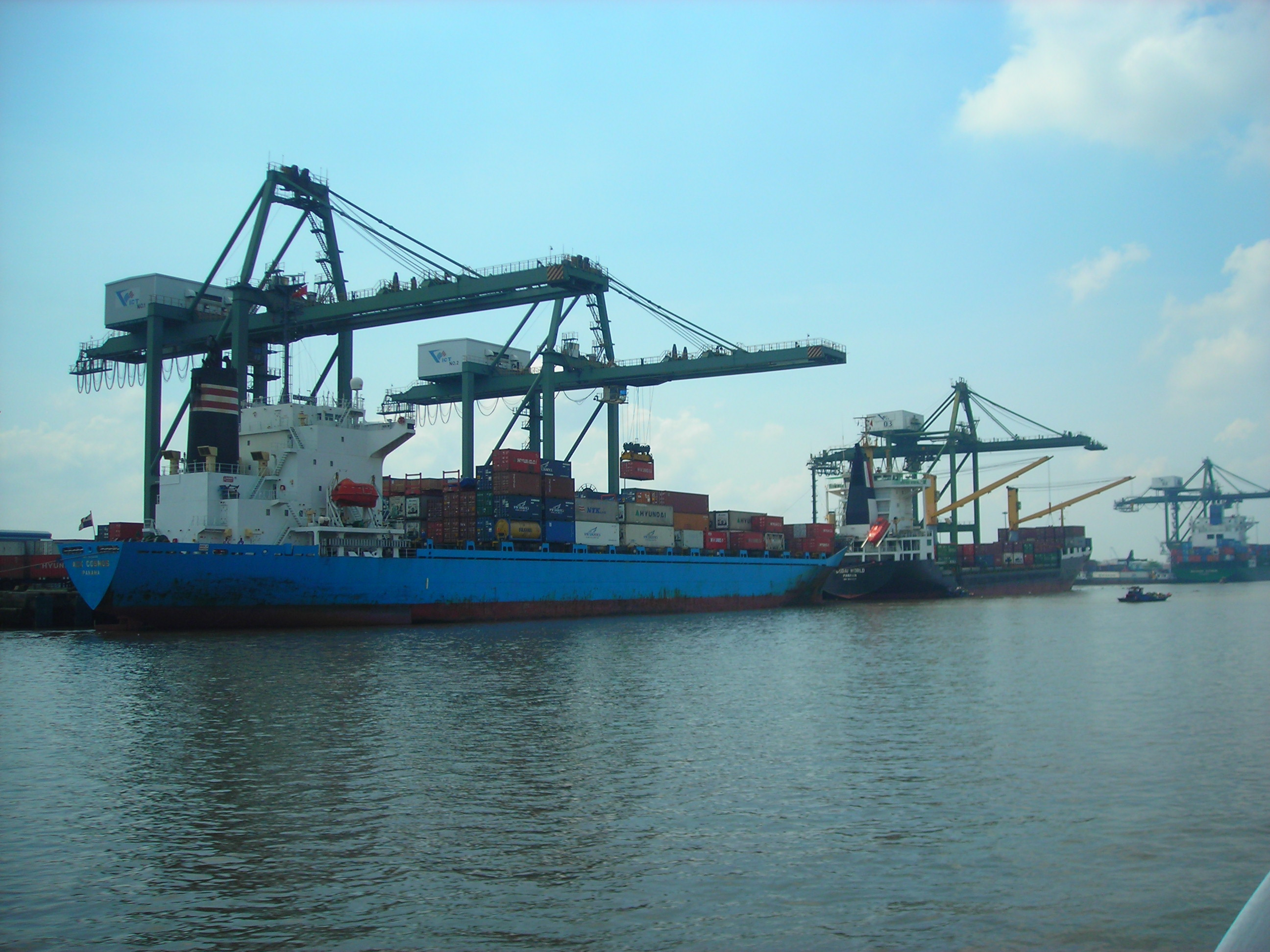

دونغ نام بو ( منطقة الجنوب شرق ) هي منطقة من مناطق فيتنام . و تشمل المنطقة بلدية مدينة هو تشي منه و خمس محافظات هي دونغ ناي وبنه ديونغ ومحافظة با ريا فنغ تاو وبنه فوك وتاي ننه . وتعتبر محافظتين في الجنوب وهما ننه توان وبنه توان جزء من منطقة الجنوب شرقي . هذه المنطقة هي أعلى منطقة تطوراً في فيتنام . في عام 2006 ساهمت هذه المنطقة ب 148,000 بليون دونغ فيتنامي ( ما يقارب 9.25 بليون دولار ) من 251,000 بليون دونغ فيتنامي وهي إجمال ناتج ميزانية الدولة . هذه المنطقة أيضاً تعتبر أعلى منطقة لها مناطق حضرية في الدولة ما يزيد على 50% من الشعب يسكن في المنطقة الحضرية .( قد تكون فقط 25% ).

## المحافظات
| م        | المحافظة              | المساحة (كم²) | تعداد السكان (تعداد 1 أبريل 2009) | الكثافة السكانية (نسمة/كم²) |
| -------- | --------------------- | ------------- | --------------------------------- | --------------------------- |
| 1        | مدينة هو تشي منه      | 2,095.6       | 7,123,340                         | 3,399.2                     |
| 2        | محافظة با ريا فنغ تاو | 1,982.2       | 994,837                           | 501.9                       |
| 3        | محافظة بنه ديونغ      | 2,695.5       | 1,482,636                         | 550.0                       |
| 4        | محافظة بنه فوك        | 6,857.3       | 874,961                           | 127.6                       |
| 5        | محافظة دونغ ناي       | 5,894.8       | 2,483,211                         | 421.2                       |
| 6        | محافظة تاي ننه        | 4,029.6       | 1,066,402                         | 264.6                       |
| الأجمالي | 23,555.0              | 14,025,387    | 595.4                             |                             |

## المدن الرئيسية
- هو تشي منه هي أكبر مدينة في فيتنام بتعداد سكان يبلغ 7.2 مليون نسمة ، والمناطق الحضرية التابعة لها تبلغ ما يقارب 10 ملايين.
- بين هوا ( Bien Hoa ) مدينة صناعية بالقرب من مطار بين هوا . وهي جزء من المناطق الحضرية التابعة لمدينة هو تشي منه .
- مدينة فنغ تاو هي محور صناعة البترول في فيتنام وهي وجهة سياحية كذلك.
- بلدة تاي ننه ( Tây Ninh ) هي بلد المنشأ للديانة الكاو دائية حيث ولد هذا الدين.
- مدينةتو داو موت ( Thủ Dầu Một ) هي مدينة صناعية وهي جزء من المناطق الحضرية لمدينة هو تشي منه .
- بلدة دونغ زواي ( Đồng Xoài )  هي عاصمة محافظة بنه فوك .

## النقل
مطار تان سون نهات الدولي هو أكبر مطار في فيتنام إذ يبلغ عدد المسافرين من خلاله ما يقارب 8.5 مليون في عام 2006. ولكن تم استبداله بمطار أحدث وأكبر هو مطار سايغون الجديد بعد عام 2010. وفي المنطقة يوجد مطار لين كوانغ ( ) وهو مطار مهم في هذه المنطقة . وهناك ميناء سايغون وعدة موانئ مياه عميقة في محافظة با ريا فنغ تاو وهي أكثر الموانئ ازدحاماً في الدولة . الشارع الدولي A1 و الشارع الدولي 51 و الخط السريع ترانس أسيا هي الطرق الرئيسية في المنطقة .